# Stor-Anttjärnen
Stor-Anttjärnen är en sjö i Bodens kommun i Norrbotten och ingår i Vitåns huvudavrinningsområde.